# Gare de Saint-Brice-sur-Vienne
La gare de Saint-Brice-sur-Vienne est une gare ferroviaire française de la commune de Saint-Brice-sur-Vienne, dans le département de la Haute-Vienne.

## Situation ferroviaire
Établie à 176 mètres d'altitude, la gare de Saint-Brice-sur-Vienne est située au point kilométrique (PK) 434,845 de la ligne de Limoges-Bénédictins à Angoulême, entre les gares de Saint-Victurnien et de Saint-Junien.

## Histoire
En 2022, selon les estimations de la SNCF, la fréquentation annuelle de la gare était de 823 voyageurs.

## Service des voyageurs

### Accueil
La halte ne possède pas d'abris sur les quais ni de distributeur automatique de titre de transport TER.

### Desserte
La halte est desservie par les trains du réseau TER Nouvelle-Aquitaine circulant entre les gares de Limoges et de Saint-Junien ou Saillat - Chassenon depuis la fermeture de la ligne en mars 2018 entre Angoulême et Saillat - Chassenon.

### Intermodalité
Il n’y a aucun transport en intermodalité avec la halte.
La halte possède un parking gratuit à proximité.